# تپه گرد قلما
تپه گرد قلما مربوط به هزاره اول قبل از میلاد - سدهٔ ۱۰–۸ ه.ق است و در شهرستان ارومیه، بخش سیلوانه، دهستان مرگور، روستای چریک آباد واقع شده و این اثر در تاریخ ۲۵ آبان ۱۳۸۷ با شمارهٔ ثبت ۲۳۴۹۳ به‌عنوان یکی از آثار ملی ایران به ثبت رسیده است.